# Kustrzyce (przystanek kolejowy)
Kustrzyce – jeden z przystanków kolejowych na magistrali węglowej w Kustrzycach (powiat łaski). Przez stację przejeżdżają pociągi bez zatrzymania.